# Sante Geminiani
Sante Geminiani (Lugo, 4 september 1919 - Clady Circuit, 17 augustus 1951) was een Italiaans motorcoureur.
Sante Geminiani werd in 1919 geboren in de provincie Emilia-Romagna. In 1949 racete hij met Moto Guzzi's. In zijn eerste jaar won hij een wedstrijd in San Remo, maar hij werd gediskwalificeerd omdat hij een niet-gehomologeerde bougie had gebruikt. In 1950 won hij diverse nationale en internationale races. Hij startte in de 500cc klasse van de Grand Prix des Nations in Monza, maar daar viel hij uit. In 1951 werd hij als fabriekscoureur bij Moto Guzzi in dienst genomen. Hij werd derde in de 500cc klasse van de Grand Prix van België. Het seizoen verliep voor het 500cc team van Moto Guzzi weinig succesvol. Geminiani viel uit in de Grands Prix van Spanje, Zwitserland en Nederland en werd in Frankrijk dertiende.
Op 17 augustus 1951 gebeurde er een werkelijk bizar ongeluk bij de trainingen van de Ulster Grand Prix. Die werd nog op het Clady Circuit gereden. Dat was een stratencircuit en tijdens de trainingen stonden de wegen nog open voor het verkeer. Daarom was het niet mogelijk op volle snelheid te rijden, want er was ook nog ander verkeer op de weg. Enrico Lorenzetti was getuige van het ongeluk. Samen met Sante Geminiani en Gianni Leoni had hij een rustige ronde gereden en toen hij en Geminiani stopten om iets aan de afstelling van een van de motorfietsen te veranderen had Leoni dat niet gemerkt. Lorenzetti en Geminiani reden weer verder, maar kwamen in een bocht Leoni tegen, die gemerkt had dat hij alleen was. Leoni week naar links uit, zoals het bij het linkse verkeer in Ulster hoorde, maar Geminiani vergat waarschijnlijk in de haast dat hij niet in Italië was en reed met volle snelheid tegen Leoni aan. Geminiani werd ca. 40 meter door de lucht geslingerd en was op slag dood. Leoni overleed nog dezelfde dag in het ziekenhuis van Belfast.
Het team van Moto Guzzi trok zich niet terug en de volgende dag won Bruno Ruffo de 250cc wedstrijd.